# Жемочкин, Дмитрий Николаевич
Дмитрий Николаевич Жемочкин (1891 — 1966) — советский учёный, специалист кожевенного дела.

## Биография
Окончил в 1917 году МВТУ. 1917—1922 годах инженер технического отдела Главкож. С 1922 года технический директор московского завода «Красный кожевник».
В 1941—1955 годах заместитель директора по научной работе ЦНИИКП.
Кандидат технических наук (1946). Доцент кафедры организации производства и экономики МТИЛП (1955).
Умер 15 февраля 1966 года. Похоронен в Москве на кладбище Донского монастыря (участок № 5).

## Награды и премии
- Сталинская премия третьей степени (1946) — за коренное усовершенствование технологического процесса дубления кож, в результате чего достигнута экономия производственных площадей и увеличение производительности кожевенных заводов

## Основные труды
- Справочник кожевника / ред. В. А. Волков, Д. Н. Жемочкин. — М.: Гизлегпром, 1952 — . Т. 1. — 1953. — 452 с.
- Справочник кожевника : в 3 т. / ред.: В. А. Волков, Д. Н. Жемочкин. — Москва: Гизлегпром, 1952—1954. Т. 2. — 1952. — 284 с.
- Памятка бракеру кожевенного производства / Д. Н. Жемочкин. — [Москва] : Гизлегпром, 1944. - 55 с., без обл.; 20 см.